# Il tempo del raccolto del grano
Il tempo del raccolto del grano (麦秋?, Bakushū), conosciuto anche come Inizio d'estate o Il tempo della mietitura, è un film del 1951 diretto da Yasujirō Ozu.
È il secondo film della cosiddetta "Trilogia di Noriko", preceduto da Tarda primavera del 1949 e seguito da Viaggio a Tokyo del 1953. In questa trilogia, legata da temi comuni come le relazioni familiari e le pressioni sociali, Setsuko Hara interpreta ogni volta un personaggio diverso, ma si tratta sempre di una giovane donna non sposata di nome Noriko che vive nel Giappone del dopoguerra.

## Trama
Kamakura, prefettura di Kanagawa. Nella famiglia Mamiya, medio borghese, ogni membro è alle prese con la propria vita: gli anziani genitori Shūkichi e Shige si godono la loro vecchiaia, il figlio Koichi è un affermato medico che lavora a Tokyo, sua moglie Fumiko si occupa della casa e dei loro due figli. L'unica preoccupazione dei Mamiya è che Noriko, sorella di Koichi, a ventotto anni sia ancora nubile e non abbia trovato marito. Anche l'anziano zio Mokichi, il fratello di Shūkichi in visita da Yamato, scherza con la nipote sul fatto che sia giunto il momento di sposarsi.  
Noriko, appoggiata dalla sua migliore amica Aya, anche lei single, non ha intenzione di sposarsi come hanno fatto quasi tutte le sue amiche ed è determinata, almeno per il momento, a continuare così, dedicandosi esclusivamente alla famiglia e al suo lavoro di segretaria. Tutti quanti, compresi i genitori e Koichi, si stanno adoperando per trovarle un uomo con una buona posizione sociale; anche il suo capo, Satake, le ha trovato un importante uomo d'affari di mezza età, ma Noriko è contraria ai matrimoni combinati ed è disposta a sposarsi soltanto per amore.  
Anche il vicino di casa Kenkichi, collaboratore di Koichi e amico d'infanzia di Shōji, il fratello di Koichi e Noriko scomparso durante la guerra, viene a sapere che Noriko è in procinto di sposarsi.  
Koichi si informa dunque sul pretendente di Noriko e ne parla bene ai genitori. La madre Shige rimane un po' perplessa dal fatto che Noriko sposi un uomo di quarant'anni, ma Koichi sostiene che conta solamente il carattere e che non bisogna essere troppo esigenti, altrimenti la sorella non si sposerà mai. 
Le cose cambiano quando Tami, madre di Kenkichi, confessa a Noriko che avrebbe desiderato che suo figlio si risposasse con una ragazza come lei. In quel momento, Noriko risponde che per lei va bene e che sarebbe felice di sposare Kenkichi, suscitando grande gioia in Tami. Questa decisione, però, trova l'opposizione dei Mamiya. I suoi genitori e soprattutto suo fratello aspiravano ad un marito ricco e influente invece del vicino di casa, in procinto di trasferirsi ad Akita per lavoro e per di più vedovo e con una figlia a carico; ma Noriko è intransigente e alla fine riesce a ottenere il loro consenso. Parlando poi con l'amica Aya, Noriko non riesce ad ammettere di essere innamorata, ma è certa che con Kenkichi starà bene. 
Tempo dopo, i Mamiya, che hanno accettato con quieta rassegnazione la scelta di Noriko, decidono di fare una foto ricordo per suggellare il tempo che hanno trascorso tutti insieme; è infatti tempo che ognuno prenda la propria strada, con i genitori che si ritirano a Yamato a vivere in campagna, assieme allo zio Mokichi, e Noriko che presto si trasferirà con Kenkichi ad Akita per un periodo di qualche anno.